# Enkhuizen
Enkhuizen é uma cidade e município dos Países Baixos, pertencente à província da Holanda do Norte e à região da Frísia Ocidental.